# Mirasierra
Mirasierra és un barri de Madrid integrat en el districte de Fuencarral-El Pardo. Té una superfície de 697,52 hectàrees i una població de 28.450 habitants (2009). Limita al nord amb El Goloso, al sud amb Fuentelarreina, Peñagrande, El Pilar i La Paz, a l'oest amb El Pardo i a l'est amb Valverde. Està delimitat al nord amb la carretera d'El Pardo a Fuencarral, a l'oest per la tàpia del Monte del Pardo, al sud per l'Avinguda Cardenal Herrera Oria i a l'est per la Carretera de Colmenar Viejo.

## Història
Es va urbanitzar el barri a mitjan segle xx quan encara la Plaça de Castilla estava als afores de Madrid. Inicialment s'hi van construir xalets, ocupats per cònsols i diplomàtics de totes les nacionalitats, i la Colònia de Telefónica, ocupada per treballadors vinguts de tot arreu d'Espanya. Actualment el barri s'ha desenvolupat fins als seus límits naturals, la carretera de Colmenar a l'Est, la coneguda com a carretera de «La Playa» al Sud, i la via del tren al Nord, que formen un gran triangle. Als xalets i els habitatges de la Tlefònica es van incorporar grans urbanitzacions de luxe ocupades per parelles joves de classes adinerades.
Ja a mitjan anys 90 es construí la zona d'Arroyofresno, que, en part i oficialment, pertany al barri. De la mateixa manera, és previsible que en pocs anys s'hi incorpori el nou P.A.U. d'Arroyofresno, que aspira a convertir-se en la nova Puerta de Hierro i que el 2007 es trobava en fase d'urbanització.

## Transports
El barri té, just al límit amb el carrer del Ventisquero de la Condesa, una estació de la línia 9 de Metro des del 28 de març de 2011, després que els veïns de Mirasierra la van reclamar durant dues dècades. En el moment d'inaugurar-se aquesta estació, continuen les obres del bescanviador de Metre i Rodalies, situat entre els carrers de Costa Brava i Monasterio del Paular i la finalització del qual està prevista per als propers anys.
Les estacions de Rodalies més properes són Pitis i Ramón y Cajal, relativament properes al barri (aproximadament, 2km) però que no estan unides amb aquest per cap línia de transport públic.